# 12. únor
12. únor je 43. den roku podle gregoriánského kalendáře. Do konce roku zbývá 322 dní (323 v přestupném roce). Svátek má Slavěna.

## Události

### Česko
- 1348 – Král Karel IV. potvrdil Brnu všechna předchozí privilegia, která jim udělili králové čeští i markrabata moravská.
- 1784 – Spojením čtyř samostatných královských měst (Staré Město, Nové Město, Malá Strana, Hradčany) vzniklo Královské hlavní město Praha.
- 1825 – V Praze byla založena důležitá instituce – „Bohmische Sparkasse“ – Česká spořitelna. Pražský městský hejtman Hoch vyzval českou šlechtu, aby tento peněžní ústav, jenž měl zajistit rozvoj českého podnikání, finančně podpořila.
- 1889 – Premiéra opery Antonína Dvořáka Jakobín v pražském Národním divadle.
- 1911 – V Těšíně (dnes Český Těšín a Cieszyn) byl zahájen provoz elektrické tramvaje.
- 1949 – Při výbuchu metanu na Dole Doubrava v Orlové zahynulo 19 horníků.
- 1998 – Automobilka Škoda Auto představila veřejnosti faceliftovanou verzi modelu Škoda Felicia, která již vyjadřovala novou designérskou řeč s maskou chladiče ve stylu „grilu“.

### Svět
- 1049 – Nejvýznamnější německý papež středověku Lev IX. nastupuje na stolec jako 152. papež. Korunoval ho Bruno, hrabě z Egesheimu a Dagsburgu.
- 1130 – 164. Papežem byl zvolen Inocent II.
- 1404 – V koupelně špitálu Ducha svatého před městskými hradbami a provedl italský děkan vídeňské lékařské fakulty první pitvu mužského těla.
- 1502 – Královna Isabela Kastilská zakazuje islám ve Španělsku a všichni muslimové, žijící v Granadě, jsou donuceni konvertovat ke křesťanství.
- 1429 – V bitvě u Herrings ubránilo anglické vojsko, vedené Sirem Johnem Fastolfem, zásobovací konvoj vezoucí zásoby pro armádu obléhající Orleáns.
- 1528 – Dordrechtská smlouva mezi císařem a klérem.
- 1541 – Pedro de Valdivia založil město Santiago de Chile.
- 1554 – Poprava Lady Jane Greyové za zradu po jejím devítidenním vládnutí jako anglická královna.
- 1577 – Španělský místodržící Don Juan de Austria podepsal „Eternal Edict“.
- 1593 – Japonská invaze do Koreje: Na 3 000 obránců Joseon pod velením generála Kwon Yul úspěšně odrazili útok 30 000 Japonců při obléhání Haengju.
- 1736 – Sňatek Marie Terezie a budoucího císaře Františka I. Štěpána Lotrinského ve Vídni. Z manželství vzešlo 16 dětí.
- 1898 – anglický obchodník Henry Lindfield se stal prvním řidičem, který zahynul při dopravní nehodě.[1]
- 1912 – Abdikace posledního čínského císaře Pchua Iho.
- 1935 – Při havárii americké vzducholodi USS Macon zahynuli dva členové posádky.
- 1938 – Mezi Německem a Rakouskem byla podepsána Berchtesgadenská dohoda.
- 1941 – Generálporučík Erwin Rommel převzal v Libyi velení Afrikakorpsu.
- 1947 – V SSSR dopadl v pohoří Sichote-Aliň velký železný meteorit.
- 1950 – Albert Einstein varoval v televizním vystoupení před výrobou vodíkové bomby, kterou požadoval americký prezident Harry S. Truman.
- 1961 – Z kosmodromu Bajkonur odstartovala sonda Veněra 1, která byla první sondou v historii vyslanou do vesmíru.
- 2001 – Americká sonda NEAR Shoemaker úspěšně přistála na planetce Eros.

## Narození

### Česko

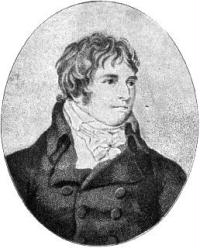
Jan Ladislav Dusík (* 1760)

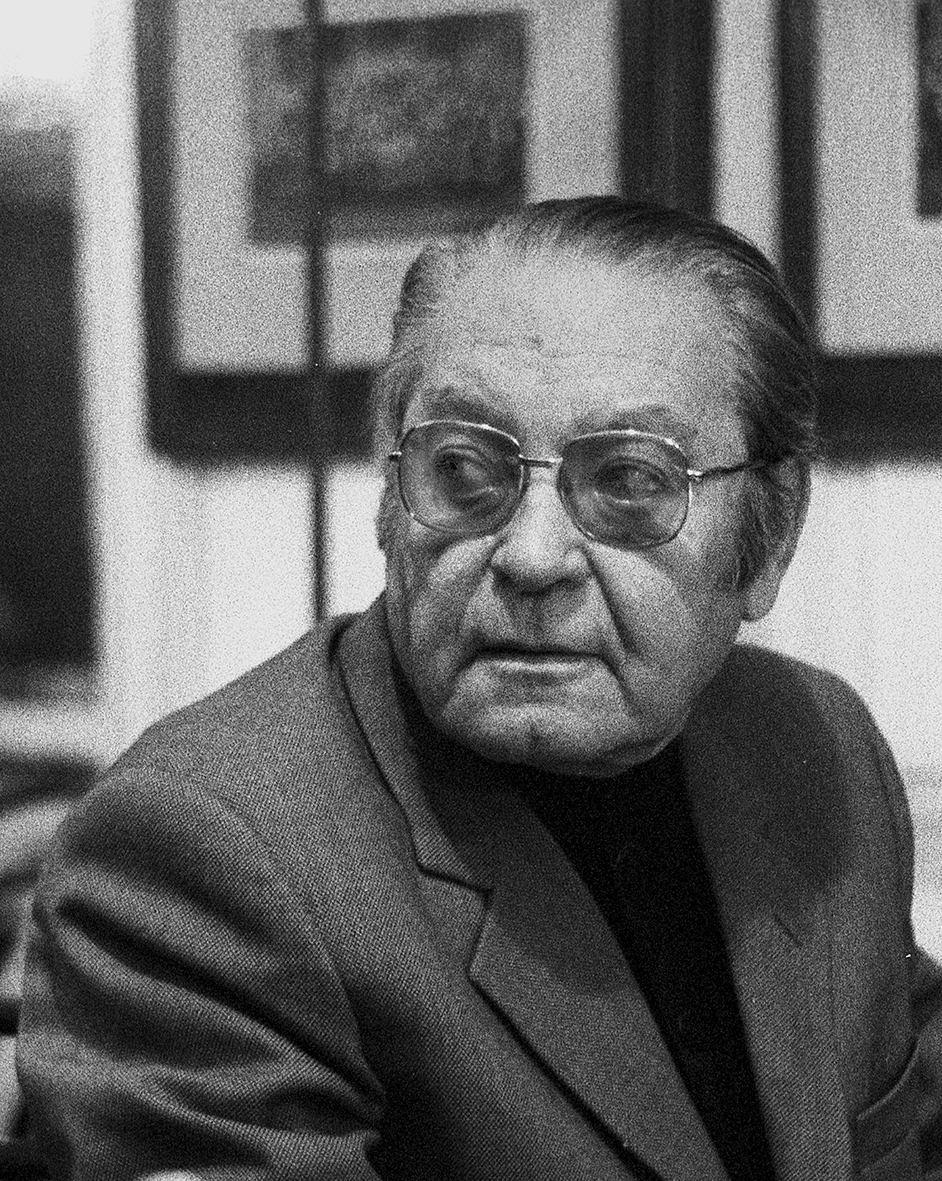
Jindřich Chalupecký (* 1910)

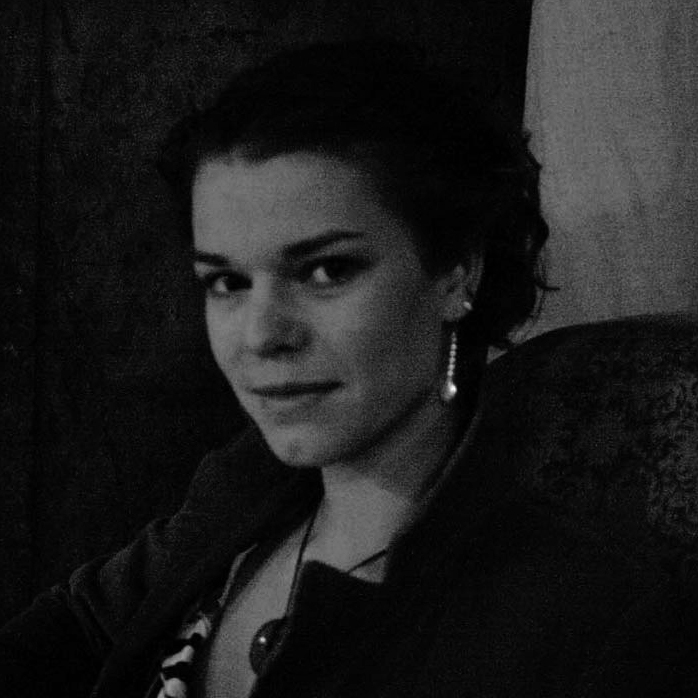
Kristýna Erbenová (* 1987)

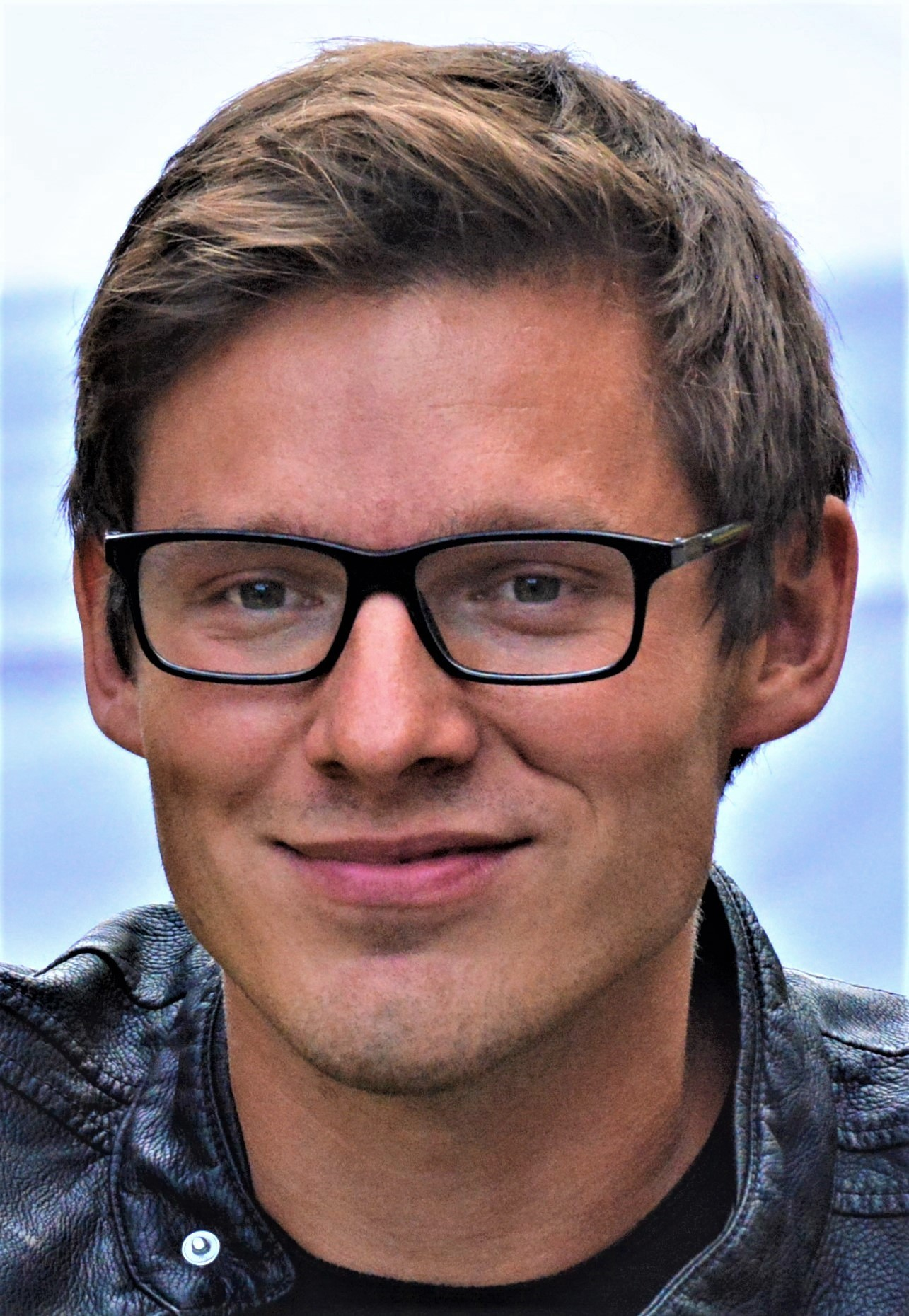
Pavel Callta (* 1989)

- 1322 – Jan Jindřich Lucemburský, český kralevic a moravský markrabě († 12. listopadu 1375)
- 1626 – Jan Kořínek, jezuitský kněz, filozof a spisovatel († 12. srpna 1680)
- 1740 – Matěj Sojka, varhaník a hudební skladatel († 13. března 1817)
- 1753 – Václav Matěj Kramerius, český spisovatel a nakladatel († 22. března 1808)
- 1760 – Jan Ladislav Dusík (Dussek), hudební skladatel a klavírista († 20. března 1812)
- 1824 – Emanuel Jan Křtitel Schöbel, 14. biskup litoměřický († 28. listopadu 1909)
- 1827 – Johann Brantner, starosta Znojma († 25. dubna 1904)
- 1837 – Johann Haase, starosta Znojma († 18. srpna 1904)
- 1871 – František Šamberger, profesor dermatovenerologie na Univerzitě Karlově († 9. prosince 1944)
- 1874 – Antonín Breitenbacher, kněz, historik a archivář († 8. srpna 1937)
- 1878 – J. L. Topol, spisovatel († 31. ledna 1944)
- 1885 – Viktor Nikodem, malíř, výtvarný kritik a legionář († 20. února 1958)
- 1891 – Jaroslava Vobrubová-Koutecká, překladatelka († 18. prosince 1969)
- 1897 – Břetislav Bakala, dirigent a hudební skladatel († 1. dubna 1958)
- 1900 – Jaroslav Vlček, český fotbalový reprezentant († 1967)
- 1905 – Josef Hlisnikovský, entomolog († 24. května 1972)
- 1910
  - Jindřich Chalupecký, výtvarný a literární teoretik († 19. června 1990)
  - Petr Lotar, herec, překladatel a spisovatel († 12. července 1986)
- 1920 – Josef Bublík, voják a příslušník výsadku Bioscop († 18. června 1942)
- 1921 – Vlastimil Preis, československý fotbalový reprezentant († 8. února 2000)
- 1922 – Stanislav Hnělička, účastník československé zahraniční armády († 4. listopadu 2016)
- 1925 – Jiří Korec, sochař a medailér († 7. července 2004)
- 1927 – Věněk Šilhán, politik a ekonom († 9. května 2009)
- 1933 – Vladimír Suchánek, malíř a grafik
- 1934 – Antonín Švorc, operní pěvec-barytonista († 22. února 2011)
- 1936 – Arnošt Parsch, hudební skladatel († 19. září 2013)
- 1942 – František Derfler, herec († 17. srpna 2019)
- 1944 – Viktoria Hradská, překladatelka, politička a manažerka
- 1947 – Jana Šulcová, herečka († 28. července 2023)
- 1948
  - Marta Skarlandtová, televizní moderátorka, tlumočnice, scenáristka a překladatelka
  - Josef Vondruška, komunistický politik, za normalizace vězeňský dozorce
- 1950 – Bořek Zeman, malíř, sochař, medailér a pedagog († 30. května 2014)
- 1956
  - Václav Faltus, imitátor a dabér
  - Stanislav Moša, režisér, textař, libretista
- 1960 – Markéta Fišerová, herečka
- 1961 – Zdeněk Kořínek, fotbalový obránce
- 1962 – Jan Beroun, policista, ředitel Vojenského zpravodajství
- 1963
  - André Houška, fotbalový brankář
  - Roman Sedláček, fotbalový útočník a československý reprezentant
- 1965 – Roman Pistorius, redaktor a moderátor
- 1972 – Monika Valentová, moderátorka a aromaterapeutka
- 1973 – Radka Bobková, tenistka
- 1976
  - Jan Kudrna, ústavní právník
  - Silvia Saint, pornoherečka
  - Kateřina Winterová, herečka a zpěvačka
- 1977 – Radek Philipp, hokejový obránce
- 1980 – Rudolf Brančovský, výtvarník a hudebník
- 1981 – Jaroslav Lindenthal, fotbalový útočník
- 1982 – Josef Havel, futsalista
- 1984 – Jan Jeřábek, fotbalový záložník
- 1987
  - Antonín Hájek, skokan na lyžích
  - Kristýna Erbenová, portrétní fotografka
- 1989
  - Martin Berkovec, fotbalový brankář
  - Pavel Callta, zpěvák
- 1990 – Dominika Opplová, modelka
- 1993 – Lukáš Masopust, fotbalista

### Svět

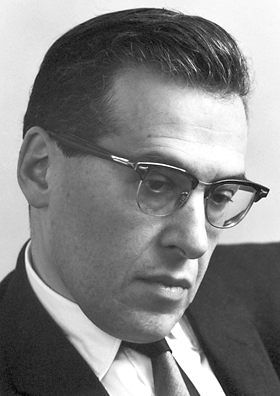
Julian Schwinger (* 1918)

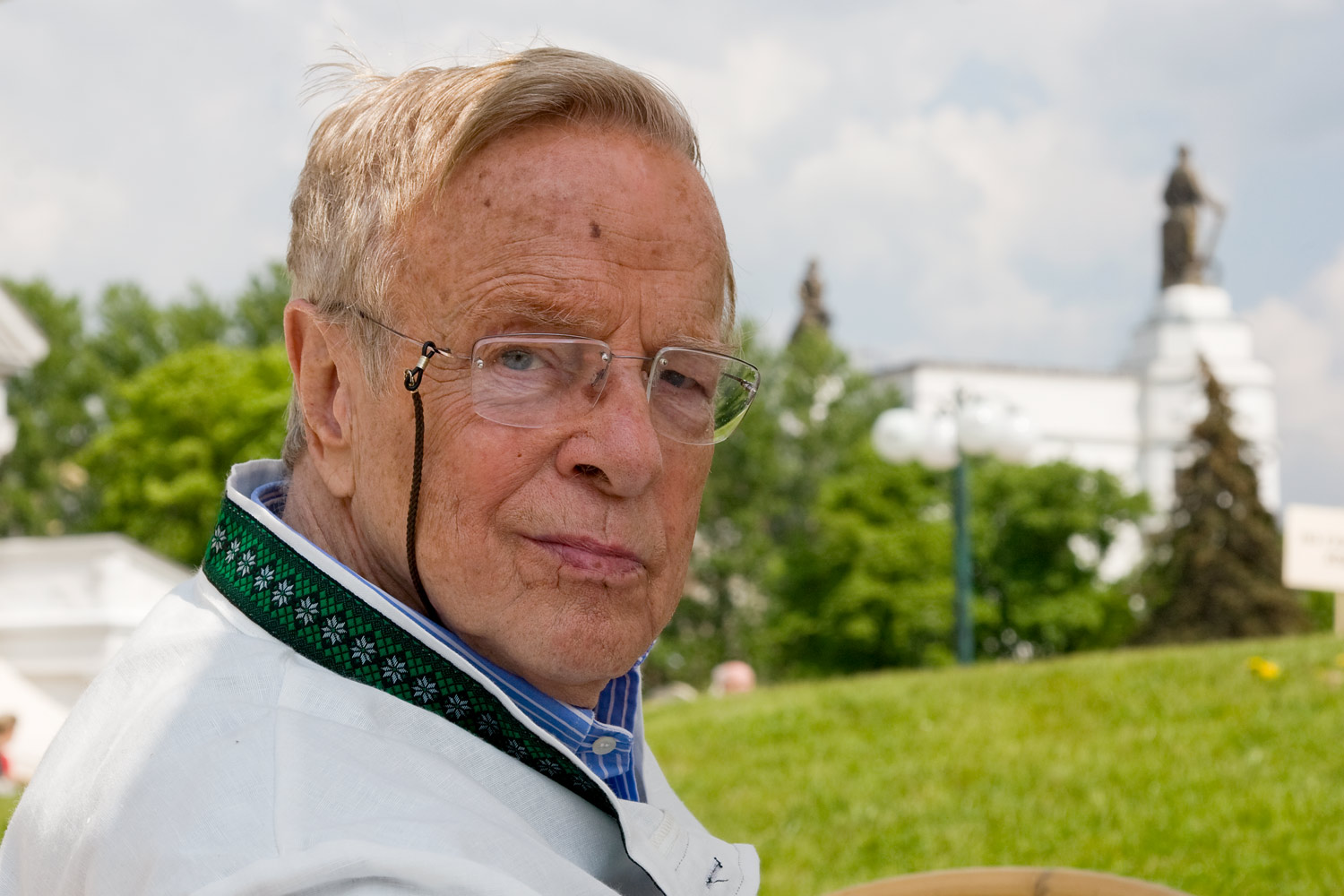
Franco Zeffirelli (* 1923)

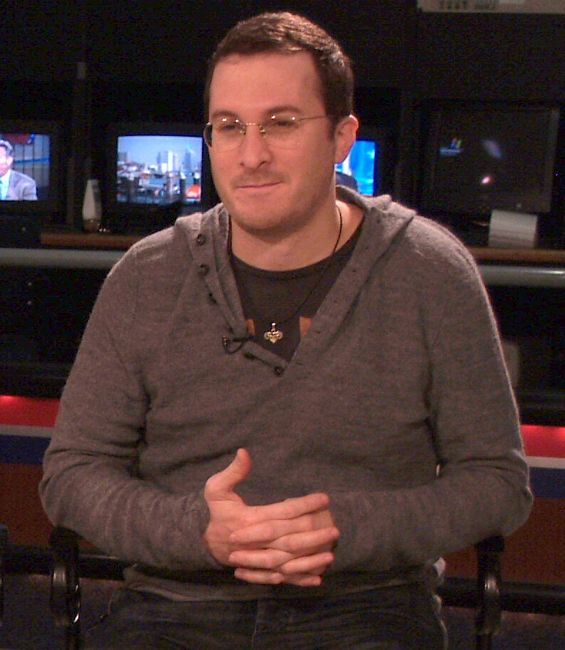
Darren Aronofsky (* 1969)

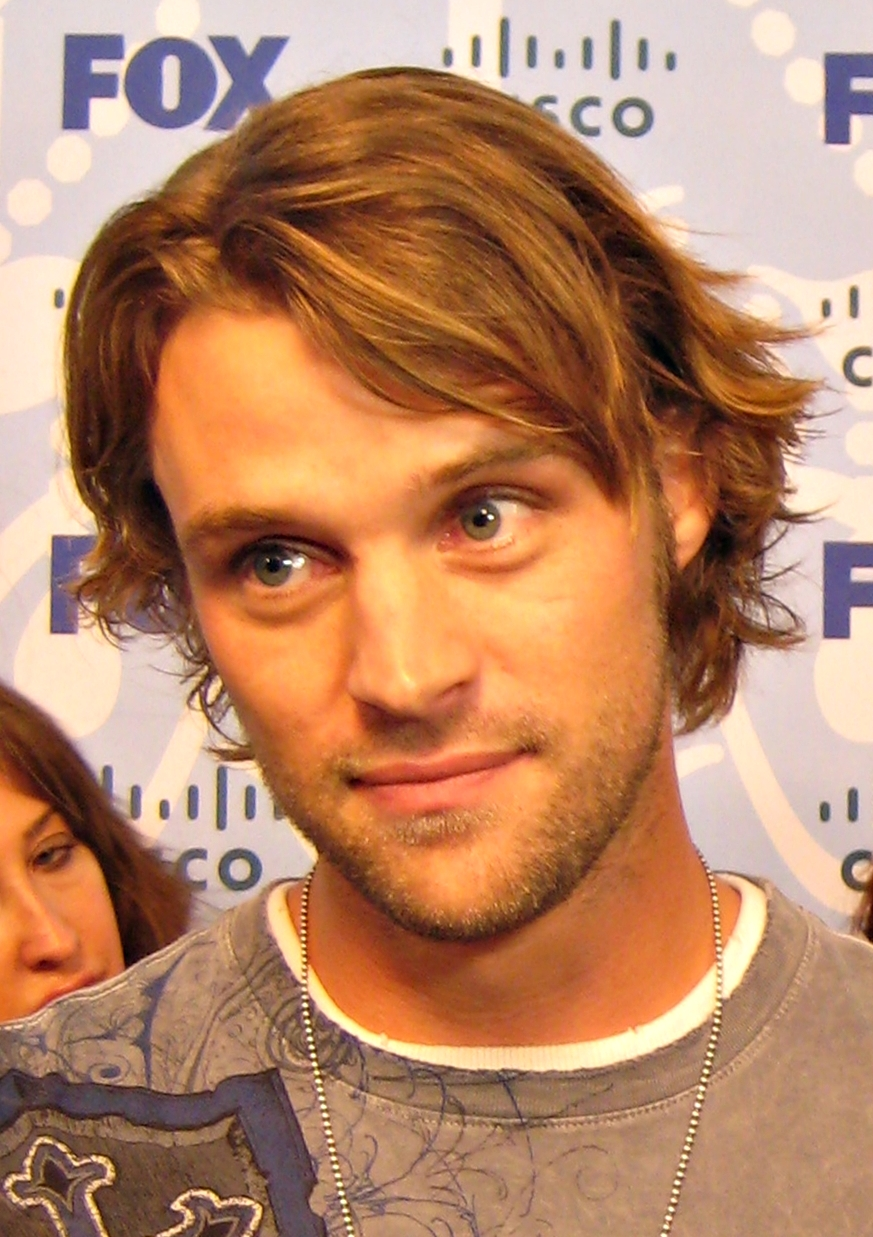
Jesse Spencer (* 1979)

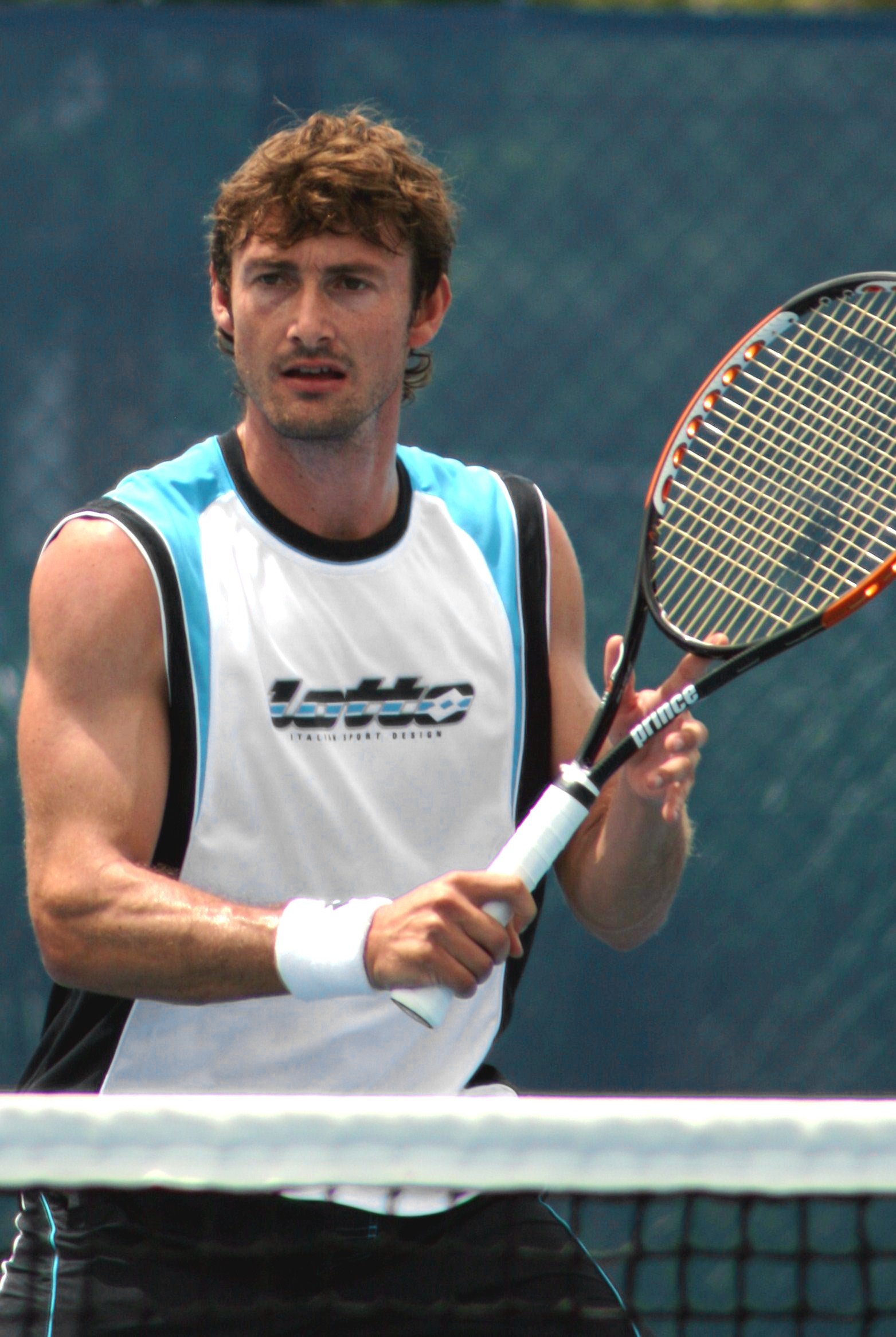
Juan Carlos Ferrero (* 1980)

- 1074 – Konrád Francký, panovník Svaté říše římské († 27. července 1101)
- 1440 – Ladislav Pohrobek, uherský a český král († 23. listopadu 1457)
- 1584 – Caspar van Baerle, holandský humanista, teolog, historik a básník († 14. ledna 1648)
- 1637 – Jan Swammerdam, nizozemský biolog, objevitel červených krvinek († 17. února 1680)
- 1665 – Rudolf Jakob Camerarius, německý botanik a fyzik († 11. září 1721)
- 1723 – Carlo Chiabrano, italský houslista a skladatel († ?)
- 1731 – Matej Butschany, slovenský fyzik a matematik († 2. srpna 1796)
- 1753 – François-Paul Brueys d'Aigalliers, francouzský admirál († 1. srpna 1798)
- 1768 – František I., uherský a český král († 2. března 1835)
- 1773 – Evžen z Montija, španělský šlechtic († 16. července 1834)
- 1775 – Louisa Adamsová, manželka amerického prezidenta Johna Quincyho Adamse († 15. května 1852)
- 1785 – Pierre Louis Dulong, francouzský fyzik († 19. července1838)
- 1788 – Carl Reichenbach, německý chemik a filozof († 19. ledna 1869)
- 1791 – Peter Cooper, americký filantrop († 4. dubna 1883)
- 1794 – Alexandr Dmitrijevič Petrov, ruský šachista († 1867)
- 1800 – John Edward Gray, britský zoolog († 7. března 1875)
- 1804 – Heinrich Lenz, německý fyzik († 10. února 1865)
- 1809
  - Charles Darwin, anglický přírodovědec a zakladatel evoluční biologie († 19. dubna 1882)
  - Abraham Lincoln, 16. americký prezident († 15. dubna 1865)
- 1811 – Karol Heiller, bratislavský kazatel a titulární biskup († 24. března 1889)
- 1813 – James Dwight Dana, americký geolog, mineralog, vulkanolog a zoolog († 14. dubna 1895)
- 1815 – Sir John Retcliffe, německý spisovatel (Hermann Goedsch) († 8. listopadu 1878)
- 1823 – Hrabě Richard Belcredi, rakouský politik († 2. prosince 1902)
- 1824 – Karl Sigmund von Hohenwart, předlitavský státní úředník a politik († 26. dubna 1899)
- 1826 – Valentin Oswald Ottendorfer, americký tiskový magnát, mecenáš († 15. prosince 1900)
- 1828 – George Meredith, anglický spisovatel viktoriánské éry († 18. května 1909)
- 1850
  - William Morris Davis, americký geograf, geolog, geomorfolog a meteorolog († 5. února 1934)
  - Auguste Hauschnerová, německá spisovatelka († 10. dubna 1924)
- 1851 – Eugen von Böhm-Bawerk, rakouský ekonom a politik († 27. srpna 1914)
- 1856 – Eduard von Böhm-Ermolli, polní maršál rakousko-uherské císařské armády († 9. prosince 1941).
- 1857
  - Arpad Schmidhammer, německý ilustrátor knih a karikaturista († 13. května 1921)
  - Eugène Atget, francouzský fotograf († 4. srpna 1927)
- 1861
  - Lou Andreas-Salomé, německá spisovatelka a psycholožka († 5. února 1937)
  - Frank Rinehart, americký malíř a fotograf († 17. prosince 1928)
- 1866 – Ladislav Nádaši-Jégé, slovenský lékař, novinář a spisovatel († 2. července 1940)
- 1873 – Barnum Brown, americký paleontolog († 5. února 1963)
- 1874 – Auguste Perret, francouzský architekt († 25. února 1954)
- 1876 – Thubtän Gjamccho, 13. tibetský dalajlama († 17. prosince 1933)
- 1877 – Louis Renault, francouzský průkopník automobilismu († 24. října 1944)
- 1881 – Anna Pavlovna Pavlovová, ruská tanečnice († 23. ledna 1931)
- 1884
  - Max Beckmann, německý malíř, grafik, sochař a spisovatel († 27. prosince 1950)
  - Johan Laidoner, estonský vojevůdce a politik († 13. března 1953)
- 1893 – Omar Bradley, americký pětihvězdičkový generál († 8. dubna 1981)
- 1899 – Max Clara, rakouský anatom († 13. března 1966)
- 1900
  - Pink Anderson, americký bluesový kytarista a zpěvák († 12. října 1974)
  - Vasilij Ivanovič Čujkov, sovětský maršál, dvojnásobný hrdina SSSR a diplomat († 1982)
- 1903 – Fernand Oubradous, francouzský fagotista, skladatel a pedagog († 6. ledna 1986)
- 1904 – Étienne Wolff, francouzský biolog († 18. listopadu 1996)
- 1907 – Clifton C. Edom, americký fotožurnalista († 30. ledna 1991)
- 1908
  - Jean Effel, francouzský kreslíř a novinář († 11. října 1982)
  - Jacques Herbrand, francouzský logik a matematik († 27. července 1931)
- 1910 – Gunnar Höckert, finský olympijský vítěz v běhu na 5000 metrů, 1936 († 11. února 1940)
- 1911
  - Cearbhall Ó Dálaigh, prezident Irska († 21. března 1978)
  - Charles Mathiesen, norský rychlobruslař, olympijský vítěz († 7. listopadu 1994)
- 1918 – Julian Schwinger, americký fyzik, nositel Nobelovy ceny za fyziku († 16. července 1994)
- 1920 – Bill Pitman, americký kytarista († 11. srpna 2022)
- 1923 – Franco Zeffirelli, italský režisér († 15. června 2019)
- 1925 – Joan Mitchellová, americká malířka († 30. října 1992)
- 1928 – Ján Havlík, slovenský řeholník, politický vězeň († 27. prosince 1965)
- 1931
  - Agustín García-Gasco y Vicente, španělský kardinál († 1. května 2011)
  - Janwillem van de Wetering, nizozemský spisovatel († 4. července 2008)
- 1932 – Axel Jensen, norský spisovatel († 13. února 2003)
- 1933 – Costa-Gavras, řecko-francouzský filmař
- 1934 – Jozef Psotka, slovenský horolezec († 16. října 1984)
- 1936
  - Joe Don Baker, americký herec († 7. května 2025)
  - Richard Lynch, americký herec († 19. června 2012)
- 1937
  - Jicchak Galanti, izraelský politik († 25. červen 2012)
  - Charles Dumas, americký atlet, olympijský vítěz ve skoku do výšky († 5. ledna 2004)
  - Viktor Emanuel Savojský, syn posledního italského krále Umberta II. († 3. února 2024)
- 1939 – Ray Manzarek, americký hudebník († 20. května 2013)
- 1941
  - Dennis Sullivan, americký matematik
  - Christoph Höhne, německý atlet
- 1942 – Ehud Barak, izraelský generál a premiér
- 1945
  - Thilo Sarrazin, německý politik
  - Maud Adams, švédská herečka a supermodelka
  - Cliff DeYoung, americký herec a hudebník
  - David Friedman, americký ekonom, právní teoretik a spisovatel
- 1948 – Ray Kurzweil, americký vynálezce, futurolog
- 1949
  - Ašraf Ghaní, prezident Afghánistánu
  - Robin Thomas, americký herec
  - Fergus Slattery, irský ragbista
- 1950
  - Michael Ironside, kanadský herec
  - Steve Hackett, britský hudebník
  - Bernie Paul, německý zpěvák a producent
- 1954 – Philip Zimmermann, americký programátor
- 1955 – Bill Laswell, americký baskytarista a producent
- 1957 – Dominique Reymond, francouzská herečka
- 1963
  - Ján Zvara, československý reprezentant v skoku do výšky slovenské národnosti
  - Igor Stělnov, ruský hokejista († 2009)
- 1967
  - Chris McKinstry, kanadský počítačový vědec
  - Chitravina N. Ravikiran, indická skladatelka a muzikantka
- 1968 – Josh Brolin, americký herec
- 1969
  - Darren Aronofsky, americký filmový režisér a scenárista
  - Steve Backley, britský oštěpař
- 1975 – Regla Torresová, kubánská volejbalistka
- 1979 – Jesse Spencer, australský herec
- 1980
  - Juan Carlos Ferrero, španělský tenista
  - Christina Ricci, americká herečka
  - Gucci Mane, americký rapper
- 1982 – Milena Minichová, slovenská herečka
- 1983 – Iko Uwais, indonéský herec
- 1985 – Saskia Burmeister, australská herečka
- 1986 – Johanna Allstonová, australská reprezentantka v orientačním běhu
- 1987 – Jeremy Chardy, francouzský tenista
- 1991 – Earvin Ngapeth, francouzský volejbalista
- 1993 – Benik Afobe, anglický fotbalista
- 1997 – Sione Tuipulotu, skotský ragbista
- 2001 – Chviča Kvaracchelija, gruzínský fotbalista

## Úmrtí

### Česko
- 1799 – František Xaver Dušek, skladatel, harfeník a klavírista (* 8. prosince 1731)
- 1812 – Jan Antonín Otto Minquitz z Minquitzburgu, olomoucký kanovník a rektor univerzity (* 8. června 1734)
- 1844 – Jan Nepomuk Štěpánek, herec, režisér, dramatik a publicista (* 19. května 1783)
- 1880 – Ferdinand Heidler, poslanec Říšské rady a Moravského zemského sněmu, starosta Jemnice (* 1811)
- 1913 – Matěj Anastasia Šimáček, novinář a spisovatel (* 5. února 1860)
- 1923 – Čeněk Ryzner, lékař, archeolog a sběratel (* 9. ledna 1845)
- 1929 – Václav Ertl, bohemista a překladatel (* 13. dubna 1875)
- 1936 – Eduard Šimek, československý politik (* 17. března 1879)
- 1939 – František Mareš, archivář a spisovatel (* 28. prosince 1850)
- 1941 – Břetislav Coufal, československý politik (* 1. listopadu 1880)
- 1958
  - Petr Bezruč, spisovatel (* 15. září 1867)
  - Josef Kohout, hudební skladatel a pedagog (* 29. října 1895)
- 1982 – Emil Hába, varhaník, sbormistr, hudební skladatel a pedagog (* 21. května 1900)
- 1964 – František Xaver Boštík, básník, spisovatel a fotograf (* 27. října 1883)
- 1973 – Josef Šinovský, ostravský spisovatel (* 14. července 1902)
- 1987 – František Kahuda, československý ministr školství (* 3. ledna 1911)
- 1992 – Ladislav Sirový, 46. velmistr Křižovníků s červenou hvězdou (* ? 1918)
- 1998 – Josef Crha, československý fotbalový reprezentant (* 15. dubna 1927)
- 1999 – Otakar Diblík, český designér (* 19. srpna 1929)
- 2003 – Miloslav Krbec, český jazykovědec (* 3. července 1924)
- 2008 – Josef Havel, pěstitel a šlechtitel růží (* 10. března 1930)
- 2013
  - Jaroslav Kolár, literární historik (* 18. září 1929)
  - Jaroslav Deršák, fotbalový útočník a operní pěvec (* 25. července 1920)
- 2021 – Zdeněk Hoření, spisovatel a novinář (* 9. února 1930)

### Svět

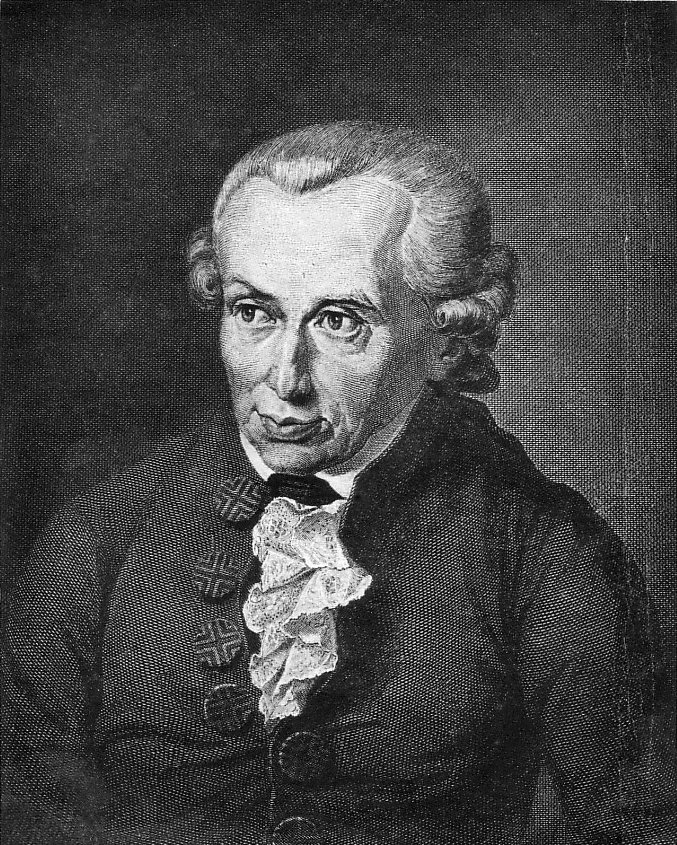
Immanuel Kant († 1804)

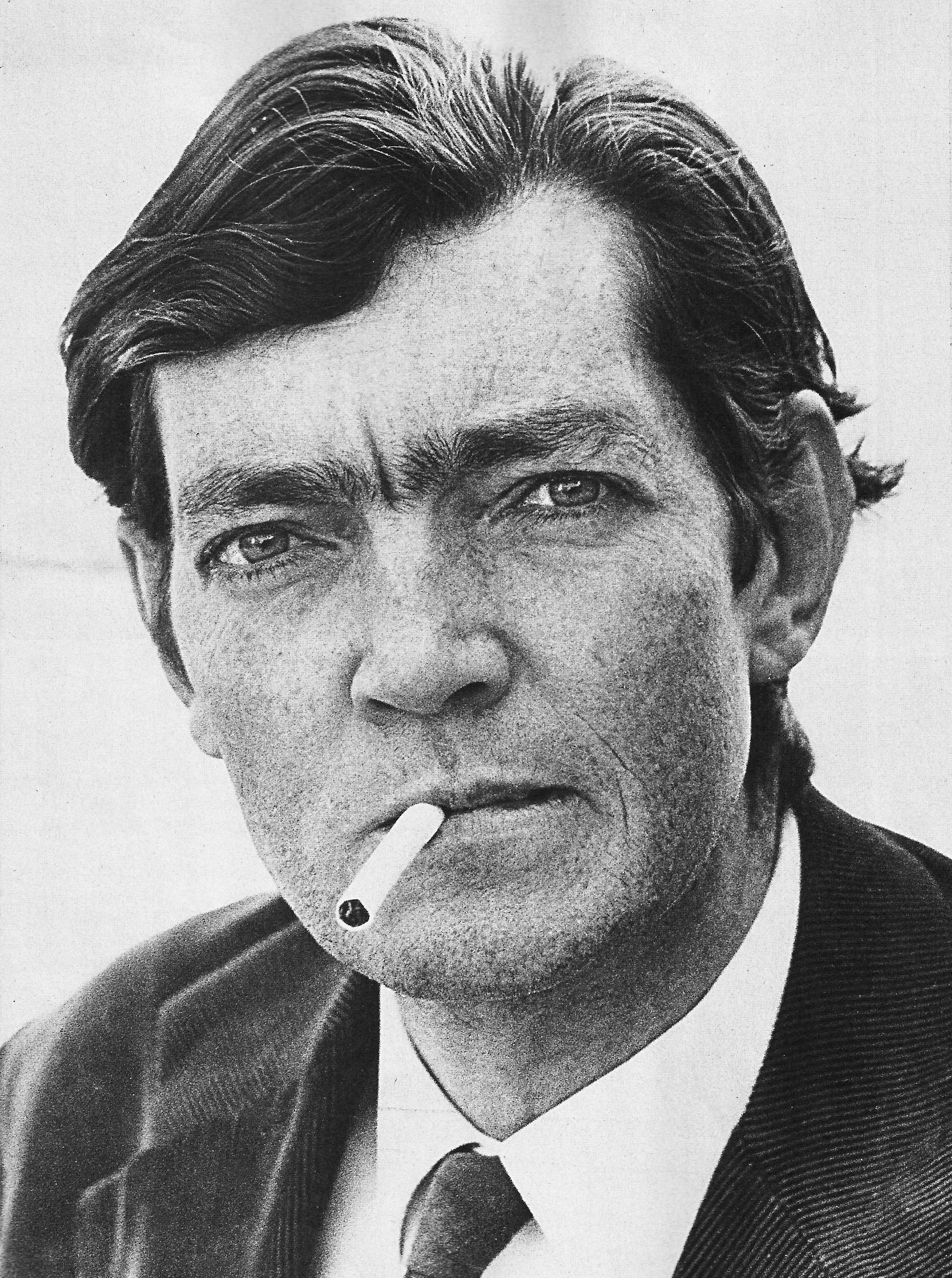
Julio Cortázar († 1984)

- 1242 – Jindřich VII. Štaufský, sicilský král, král Svaté říše římské a vévoda švábský (* ? 1211)
- 1266 – Svatý Amadeus Amidejský, zakladatel řádu servitů
- 1479 – Eleonora Navarrská, hraběnka z Foix a navarrská královna (* 2. února 1426)
- 1538 – Albrecht Altdorfer, německý renesanční malíř, rytec a stavitel (* kolem 1480)
- 1554 – Jana Greyová, anglická královna (* asi 1536)
- 1576 – Jan Albrecht I. Meklenburský, vévoda meklenburský (* 23. prosince 1525)
- 1590 – François Hotman, francouzský spisovatel (* 23. srpna 1524)
- 1595 – Arnošt Habsburský, rakouský arcivévoda, syn císaře Maxmiliána II. (* 15. července 1553)
- 1627 – Karel I. z Lichtenštejna, zakladatel knížecího rodu Lichtenštejnů (* 30. července 1569)
- 1649 – Jan Antonín I. z Eggenbergu, český a štýrský šlechtic, vévoda krumlovský (* 1610)
- 1684 – Pietro Andrea Ziani, italský varhaník a hudební skladatel (* 21. prosince 1616)
- 1689 – Marie Louisa Orleánská, španělská královna, manželka Karla II. (* 26. března 1662)
- 1712 – Marie Adelaide Savojská, savojská princezna (* 6. prosince 1685)
- 1728 – Agostino Steffani, italský diplomat a skladatel (* 25. července 1653)
- 1755 – Pietro Trinchera, italský dramatik a operní libretista (* 11. června 1707)
- 1762 – Laurent Belissen, francouzský skladatel (* 8. srpna 1693)
- 1763 – Pierre Carlet de Chamblain de Marivaux, francouzský spisovatel, dramatik a žurnalista (* 8. února 1688)
- 1771 – Adolf I. Fridrich, švédský král (* 14. května 1710)
- 1798 – Stanislav August Poniatowski, polský král (* 17. ledna 1732)
- 1799 – Lazzaro Spallanzani, italský biolog (* 10. ledna 1729)
- 1804 – Immanuel Kant, pruský filozof (* 22. dubna 1724)
- 1807 – Jean Joseph Ange d'Hautpoul, francouzský generál (* 13. května 1754)
- 1837 – Ignaz Rösler, zakladatel nožířského průmyslu v Mikulášovicích (* 1. srpna 1765)
- 1843 – Emilie Ortlöpp, druhá manželka Viléma II. Hesenského (* 13. května 1791)
- 1857 – Alexandr Ivanovič Osterman-Tolstoj, ruský šlechtic a generál (* 2. srpna 1772)
- 1860 – Johann Georg Christian Lehmann, německý botanik (* 25. února 1792)
- 1861 – Hippolyte Chelard, francouzský skladatel (* 1. února 1789)
- 1894 – Hans von Bülow, německý skladatel a pianista (* 8. ledna 1830)
- 1896 – Ambroise Thomas, francouzský operní skladatel (* 5. srpna 1811)
- 1899 – Adile Sultan, osmanská princezna, dcera sultána Mahmuda II., sestra sultána Abdülmecida I. a sultána Abdülazize (* 23. května 1826)
- 1904 – Antonio Labriola, italský marxistický filozof (* 2. července 1843)
- 1905 – Marcel Schwob, francouzský symbolistický básník a spisovatel (* 23. srpna 1867)
- 1907 – Muriel Robbová, anglická tenistka (* 13. května 1878)
- 1915 – Émile Waldteufel, francouzský skladatel (* 9. prosince 1837)
- 1916 – Richard Dedekind, německý matematik (* 6. října 1831)
- 1921 – Franciszek Michejda, polský národní buditel (* 3. října 1848)
- 1925 – Kyrylo Genyk, ukrajinsko-kanadský imigrační pracovník (* 1857)
- 1928 – Manfred Clary-Aldringen, předlitavský politik a šlechtic (* 30. května 1852)
- 1933 – Henri Duparc, francouzský skladatel (* 21. ledna 1848)
- 1935 – Auguste Escoffier, francouzský šéfkuchař (* 28. října 1846)
- 1938 – Pavel Petrovič Trubeckoj, ruský sochař (* 15. února 1866)
- 1940 – Selwyn Edge, britský automobilový závodník australského původu (* 29. března 1868)
- 1942
  - Antonín Němeček, český odbojář, za protektorátu pomocník radiotelegrafistů ilegální organizace ÚVOD (* 8. května 1915)
  - Avraham Stern, židovský básník a zakladatel radikální skupiny Lechi (* 23. prosince 1907)
  - Grant Wood, americký malíř (* 1891)
- 1944 – Marie Tereza Portugalská, manželka arcivévody Karla Ludvíka (* 24. srpna 1855)
- 1945 – Michal Bubnič, diecézní biskup rožňavský (* 22. května 1877)
- 1946 – Ernst von Niebelschütz, německý historik umění (* 25. února 1879)
- 1947 – Kurt Lewin, americký psycholog (* 9. září 1890)
- 1949 – Hasan al-Banná, muslimský teolog, zakladatel Muslimského bratrstva (* 14. října 1906)
- 1951 – Choudhary Rahmat Ali, pákistánský nacionalista (* 16. listopadu 1897)
- 1954 – Dziga Vertov, ruský režisér dokumentárních filmů (* 2. ledna 1896)
- 1959 – John L. Pierce, americký brigádní generál (* 25. dubna 1895)
- 1964 – Gerald Gardner, anglický úředník, antropolog, spisovatel a okultista (* 13. června 1884)
- 1968 – Maria Caspar-Filser, německá malířka (* 7. srpna 1878)
- 1979 – Jean Renoir, francouzský režisér (* 1894)
- 1984 – Julio Cortázar, argentinský spisovatel (* 26. srpna 1914)
- 1989 – Thomas Bernhard, rakouský spisovatel (* 1931)
- 1990 – Darina Lehotská, slovenská archivářka a historička (* 28. ledna 1922)
- 1994 – Donald Judd, americký sochař a malíř (* 3. června 1928)
- 1995
  - Philip Taylor Kramer, basový kytarista skupiny Iron Butterfly (* 12. července 1952)
  - Tony Secunda, anglický manažer hudebních skupin (* 24. srpna 1940)
- 2000
  - Charles Schulz, americký tvůrce komiksů (* 26. listopadu 1922)
  - Screamin' Jay Hawkins, afroamerický zpěvák a herec (* 18. července 1929)
- 2001 – Kristina Söderbaum, německá filmová herečka (* 5. září 1912)
- 2005 – Dorothy Stangová, americká řeholnice a misionářka (* 7. června 1937)
- 2010
  - Nodar Kumaritašvili, gruzínský sáňkař (* 25. listopadu 1988)
  - Jake Hanna, americký bubeník (* 4. dubna 1931)
- 2011 – Peter Alexander, rakouský zpěvák a herec (* 30. června 1926)
- 2017 – Al Jarreau, americký jazzový zpěvák (* 12. března 1940)
- 2019 – Gordon Banks, anglický fotbalový brankář (* 30. prosince 1937)
- 2020
  - Geert Hofstede, holandský sociolog (* 2. října 1928)
  - Rajendra Pachauri, indický inženýr, šéf Mezivládního panelu pro změny klimatu (* 20. srpna 1940)

## Svátky

### Česko
- Slavěna, Slávka
- Eulálie
- Perla
- Solveig, Solveiga
- Svatoslava
- Zoroslav
- Gloria
- Ronald

### Svět
- Slovensko: Perla
- Barma: Den spojení

### Liturgický kalendář
- Sv.Benedikt Aniánský
- Eulalie z Méridy

### Pranostiky
Svatá Eulalie – ze střech se lije
| 12. únor v pražském KlementinuÚdaje jsou platné k 29. 4. 2025. | 12. únor v pražském KlementinuÚdaje jsou platné k 29. 4. 2025. | 12. únor v pražském KlementinuÚdaje jsou platné k 29. 4. 2025. |
| minimum                                                        | denní průměr                                                   | maximum                                                        |
| -------------------------------------------------------------- | -------------------------------------------------------------- | -------------------------------------------------------------- |
| −26,2 °C (1929)                                                | 1,3 °C (od 1961)                                               | 13,7 °C (1958)                                                 |